# Fatḥa
Fatḥa er et arabisk, diakritisk tegn. Det består af en enkelt skrå streg og sættes over arabiske bogstaver for at tilføje den korte a-lyd /a/. Tegnet kan dog udelades.

## Fodnoter
1. ↑  Krase, Daniel; Halbout, Dominique; Schmidt, Jean-Jacques. "Tabelle der Laute des Arabischen", Arabish ohne Mühe heute (1. udgave), Assimil, Nörvenich, Tyskland, side XXII. ISBN 978-3-89625-025-4.

| Sprog | Spire Denne artikel om sprog er en spire som bør udbygges. Du er velkommen til at hjælpe Wikipedia ved at udvide den. |